# Hamano Yuki
Yuki Hamano (sinh ngày 23 tháng 6 năm 1978) là một cầu thủ bóng đá người Nhật Bản.

## Sự nghiệp câu lạc bộ
Yuki Hamano đã từng chơi cho Kataller Toyama và Toyama Shinjo Club.